# Theodor Friedrich Wilhelm Märklin

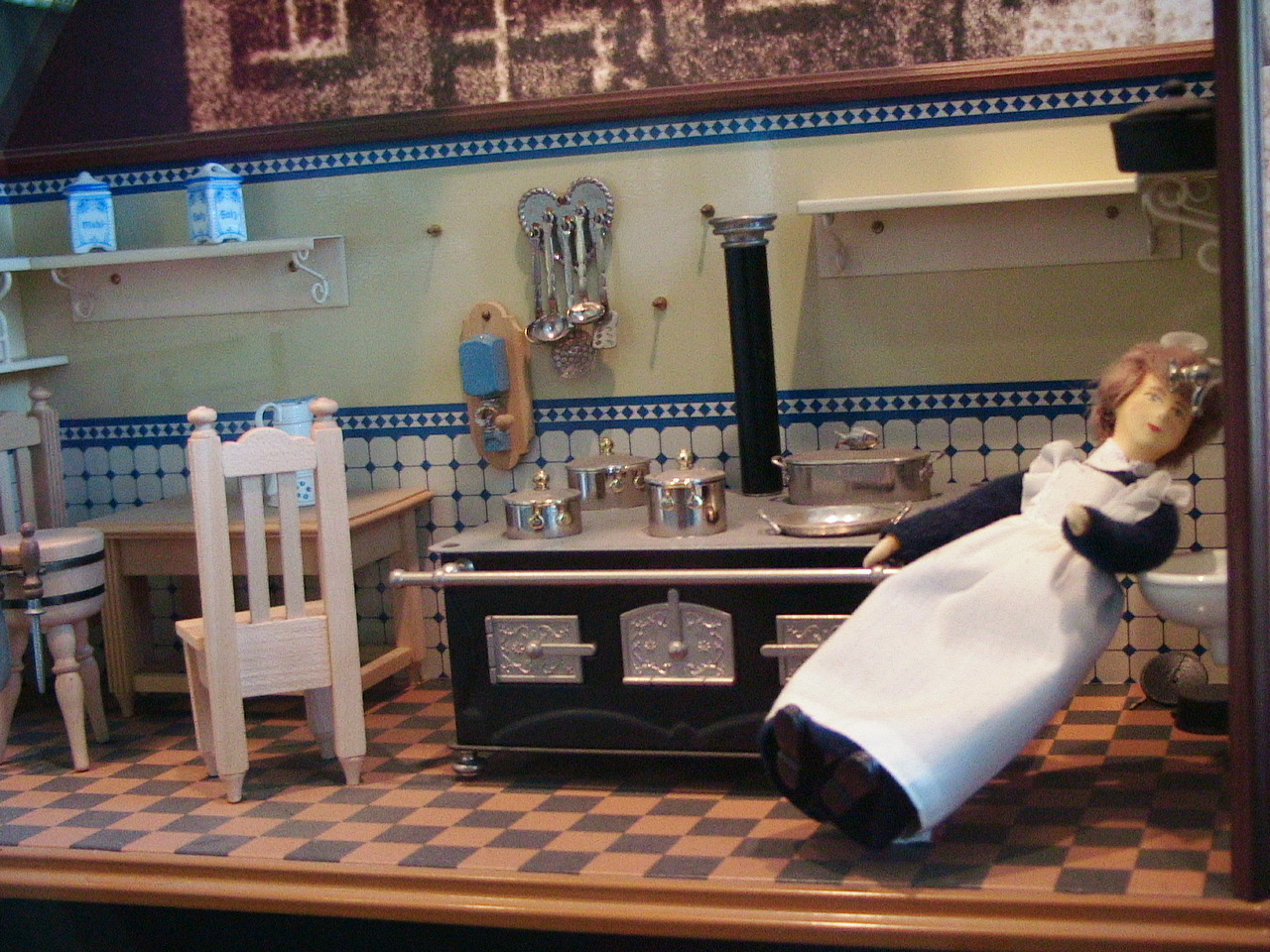
Märklin poppenkeuken

Theodor Friedrich Wilhelm Märklin (Tieringen bij Balingen, 2 april 1817 - Göppingen, 20 december 1866) was een Duits ondernemer. Hij was de oprichter van het Duitse speelgoedbedrijf Märklin.

## Biografie
Theodor Märklin was een fijnmetaalbewerker die in 1840 neerstreek in Göppingen, waar hij in 1856 burgerrechten kreeg. In 1859 trouwde hij met Caroline Hettich (1826-1893), die waarschijnlijk zijn tweede vrouw was. Het stel kreeg vier kinderen, waaronder de zonen Eugen en Karl. In hetzelfde jaar als zijn huwelijk opende Märklin een eigen werkplaats waar hij onder andere blikwaren, poppenhuizen en poppenkeukentjes maakte. Het jaar 1859 geldt hierdoor als het stichtingsjaar van de latere speelgoed- en modeltreinenfabriek Märklin. Zijn echtgenote nam de verkoop op zich en reisde hiervoor door Zuid-Duitsland, Oostenrijk en Zwitserland. Caroline was een van de eerste vrouwelijke handelsreizigers.
Toen Theodor in 1866 overleed, nam Caroline de leiding van het bedrijf over. Ze hertrouwde twee jaar later en hoopte dat haar nieuwe echtgenoot haar kon helpen met het bedrijf, maar dit liep op een teleurstelling uit. Haar twee zonen toonden evenmin interesse. Pas toen haar echtgenoot in de jaren 80 overleed, namen Eugen en Karl in 1888 alsnog het bedrijf over, dat voortaan onder de naam Gebr. Märklin verder zou gaan.

## Eerbetoon
In 2017 gaf Märklin een modeltrein uit ter ere van de 200e geboortedag van Theodor Märklin.